# Morînți, Zvenîhorodka
Morînți (în ucraineană Моринці) este localitatea de reședință a comunei Morînți din raionul Zvenîhorodka, regiunea Cerkasî, Ucraina.

## Demografie
Componența lingvistică a localității Morînți
     Ucraineană (98,76%)
     Rusă (1,24%)
Conform recensământului din 2001, majoritatea populației localității Morînți era vorbitoare de ucraineană (98,76%), existând în minoritate și vorbitori de rusă (1,24%).